# Jean Gabin
Jean Gabin (17. svibnja 1904. – 15. studenog 1976.) glumac kojeg Francuska i dalje slavi kao svog najvećeg glumca 20. stoljeća. Od 1928. do smrti, 1976., snimio je gotovo sto filmova, a najpoznatiji su mu "Obala u magli" Marcela Carnea te "Dan se rađa" iz 1939., "Ne dirajte u lovu" i "Francuski cancan" Jeana Renoira iz 1954. 
Mnogi ga pamte i po ulozi Jeana Valjeana u ekranizaciji romana "Jadnici" 1958., te kao inspektora Maigreta u nekoliko filmova. Na vrhuncu slave uzpoređivali su ga sa Spencerom Tracyjem i zvali u Hollywood, no ondje nije dugo izdržao, jer mu je previše nedostajala domovina, pa se brzo vratio i nikad više nije ni pomišljao da napusti Francusku.

## Biografija

### Rani život
Jean Gabin, pravim imenom Jean Alexis Gabin Moncorge, rodio se 17. svibnja 1904. kao najmlađe dijete u obitelji Ferdinanda i Helene Moncorge. Njegov otac bio je glumac i zabavljač u operetama, revijama i bulevarskim komedijama, koji je nastupao pod prezimenom Gabin. Kad mu je bilo 19 godina, u kazalištu je upoznao i zaljubio se u tri godine stariju pjevačicu i glumicu Madeleine Petit, zvanu Helene. Započeli su vezu i nastupali zajedno diljem Francuske. Helene je rodila sedmero djece, od kojih je preživjelo samo četvero. Tijekom jedne od trudnoća izgubila je glas, a s njim i nadu da će, kad djeca poodrastu, ponovno stati na kazališne daske. U to doba obitelj se već iz Pariza preselila u seosko trgovište Meriel, blizu gradića Išle-Adam, dvadesetak kilometara sjeverozapadno od metropole.
Mali Jean nije bio discipliniran ni kod kuće niti u školi, pa ga je majka nazivala malim divljakom. No, iako je bio loš učenik, volio je sport. Od desete do sedamnaeste godine trenirao je boks i u lokalnom klubu igrao nogomet.
Roditelji mu, očito, nisu pružali dovoljno nježnosti i pažnje, ali je zato obožavao četrnaest godina stariju sestru Madeleine. Ona se poslije udala za francuskog boksačkog prvaka Jeana Poesyja, s kojim se Jean izvrsno slagao. Nije čudno što je bio nesretan kad su se roditelji 1915. preselili u Pariz i poveli ga sa sobom, dok je Madeleine ostala u Merielu.
Kad mu je bilo 14 godina, majka se razboljela i umrla, pa je ostao živjeti s ocem, koji se poslije Prvog svjetskog rata vratio u kazalište, a kako nije imao ni vremena, a ni previše volje brinuti se za djecu, upisao je sina u internat Janson. No, dječak je mrzio stroga pravila ponašanja u Jansonu, pa je u proljeće 1919. pobjegao i vratio se u Meriel te u početku živio sa sestrom i njezinim mužem.

### Prvi poslovi
Neko je vrijeme radio u cementari i u skladištu automobila, a potom bio radnik u ljevaonici. Otac, kojem se u međuvremenu vratio, odlučio mu je pomoći da pronađe bolji posao, a kako je imao veza jedino u kazalištu, vodio je sina svuda sa sobom. No, Jean Gabin je prezirao očevo zanimanje. Najviše mu je smetalo što se neki muškarci odijevaju i šminkaju poput žena. To mu je bilo odvratno, pa je maštao o tome da postane mehaničar ili vlakovođa. U kazalištu ga je zanimalo jedino ono što se događalo iza kulisa: uživao je promatrati djevojke u kazališnim družinama, koje se pred njim nisu ustručavale svlačiti i odijevati kostime.

### Kazalište
No, kako nije završio nikakav zanat, popustio je ocu i u 18. godini pristao se zaposliti u kazalištu. Otac ga je odveo u poznati pariški varijete Folies Bergere i predstavio ga ravnatelju, rekavši za njega: - Ovo je moj beskorisni sin, koji bi želio raditi u kazalištu.
Primili su ga, a iako se ispočetka opirao, vrlo je brzo shvatio da posao u kazalištu ima mnogo prednosti. Nije bio težak, a plaća je bila dvostruko veća u usporedbi s njegovim prijašnjim zaposlenjima. Nastupao je u malim ulogama u večernjim predstavama, a slobodna jutra provodio je vozeći se biciklom po Bulonjskoj šumi i kartajući s prijateljima. Kad se u proljeće 1923. u Folies Bergereu prestala izvoditi predstava u kojoj je nastupao, našao je novi angažman u kazalištu Bouffes Parisiennes u opereti "Lahaut", u kojoj je kasnije pjevao i poznati šansonijer i zabavljač Maurice Chevalier.
U prosincu iste godine Gabin je nastupio u reviji "La Dame en decollete" s Marthom Davelli, jednom od najljepših žena Pariza. No, njegovu je pažnju privukla 22-godišnja Gaby Basset, pjevačica u jednom drugom kazalištu, koja je počela dolaziti na predstavu samo radi Gabina. Poslije jedne predstave joj je prišao i upoznao je. Nedugo potom počeo je živjeti s njom, a vjenčali su se 1925., dok je on služio vojsku, tijekom jednog njegovog dopusta. Kad se sljedeće godine vratio iz vojske, našao je novi glumački angažman, a neko vrijeme je zajedno sa suprugom nastupao u reviji "Trois jeunes filles nues". Potom je dobio angažman kao pjevač u revijama po provinciji, a kad se prijavio na audiciju za reviju s kojom je trebao otputovati u Brazil, primijetila ga je tada velika zvijezda pariških varijetea Mistinguett i pozvala ga da u proljeće 1928. s njom nastupi u reviji "Paris qui tourne" u Moulin Rougeu. Dok je Gabin pjevao i plesao u duetu s Mistinguett, Gaby je kao pjevačica uspješno nastupala u pariškim kabaretima i kao glumica u kazalištu.
No, iako se sviđao 30 godina starijoj Mistinguett, Gabin se zaljubio u drugu, glumicu i pjevačicu Jacqueline Francell, s kojom je 1929. igrao u komičnoj opereti "Flossie", pa se razveo od Gaby Basset.
- Nikad te ne ću ostaviti na cjedilu - rekao joj je tada na rastanku. I doista, u godinama koje su slijedile, svaki put kad je mogao, našao bi neku ulogu u svojim filmovima i za nju. Ali, premda je radi Jacqueline Francell ostavio suprugu, pa je i zaprosio, njezini su se roditelji usprotivili braku, pa ga je ona napustila.

### Slava
U to je doba već počeo nastupati i kao filmski glumac, pa mu je popularnost sve više rasla, a zamijetili su ga i poznati redatelji, poput Juliena Duviviera, Jeana Gremillona, Marcela Carnea i Jeana Renoira, te scenaristi Charles Spaak i Jacques Prevert, koji će mu poslije povjeriti značajne uloge. 
U Jesen 1933. na večeri kod nekih prijatelja upoznao je 33-godišnju plesačicu Doriane, pravim imenom Jeanne Mauchain. Za njom su ludovali mnogi muškarci, no ona je odabrala Gabina. Nije prošlo mnogo vremena i njih dvoje su se vjenčali, a nedugo potom ona je preuzela sve njegove poslove. To mu je neko vrijeme odgovaralo, ali se kasnije počeo opirati njezinom upletanju u izbor uloga i donošenju poslovnih odluka, pa su se počeli sve više svađati.
Nije ni čudno što je Gabin sve češće nalazio utjehu u drugim ženama. Tada je već, zahvaljujući filmovima "Pepe le Moko" i "Velika iluzija", koji su snimljeni 1937., postao velika zvijezda, a kako je bio beskrajno šarmantan, malo koja djevojka mu je mogla odoljeti. Na snimanju filma "Čovjek zvijer" osvojio je partnericu Simone Simon, potom imao kratku avanturu s glumicom Brigitte Helm, a dok je snimao "Neodoljivog zavodnika", pred njegovim je šarmom popustila i Mireille Balin, jedna od najljepših francuskih glumica tridesetih godina, te 18-godišnja Michele Morgan s kojom je glumio u "Obali u magli". Jeanu Gabinu su tada bile 33 godine.
Njih su dvoje proglašeni "idealnim parom francuskog filma", no prava romansa započela je tek u ljeto 1939., prije početka snimanja njihovog drugog zajedničkog filma, "Kapetan remorkera". Nastavila se i tijekom snimanja, ali je prekinutajer je Gabin, zbog izbijanja Drugog svjetskog rata, bio pozvan u vojnu luku Cherbourg. Ona je, pak, odlučila otići u Ameriku, pa su oboje shvatili da njihova veza nema budućnosti. Prije odlaska proveli su još dva dana u Cannesu. Rastali su se sa suzama u očima na željezničkom kolodvoru u Marseilleu, a kasnije su se sreli još nekoliko puta u Hollywoodu, ali samo kao prijatelji. Gabin se trebao vratiti u Cherbourg, ali su Nijemci već bili ušli u Francusku i prekinuli promet, pa se jedino mogao vratiti u Pariz. Ondje je pronašao Doriane, s kojom je još formalno bio u braku, a kako je bilo očito da će Nijemci brzo ući u Pariz, odlučili su se pridružiti tisućama izbjeglica i otići na francuski jug. No, tijekom puta su se žestoko posvađali, pa je u jednom trenutku Gabin rekao da mu je dosta i nje i braka i ostavio je samu u automobilu.

### Drugi svjetski rat i egzil u SAD
Sa sobom je uzeo samo harmoniku i krenuo pješke prema Toulouseu. Onamo je stigao 14. lipnja 1940., na dan kad su Nijemci ušli u Pariz. U to vrijeme mnogi francuski umjetnici i intelektualci, među njima redatelji Rene Clair, Julien Duvivier i Jean Renoir, glumac Jean-Pierre Aumont i pisac Joseph Kessel, našli su utočište najprije u slobodnoj zoni na jugu Francuske, a potom su preko Španjolske izbjegli u SAD ili u Englesku.
Ni Jean Gabin nije se htio vratiti u Pariz i staviti u službu okupacijskih snaga, pa je potkraj 1940. i on odlučio napustiti Francusku, Uspio je doći do New Yorka, ali ondje nije gotovo nikoga poznavao, a uz to je slabo govorio engleski, pa je brzo otišao u Hollywood, u nadi da će naći nekakav glumački angažman. Uspio je snimiti tek dva osrednja filma, ali mu se ni Hollywood, a ni američki način života nikad nisu svidjeli, pa se sve češće vraćao u New York koji je smatrao više europskim gradom od Los Angelesa. U to se doba ponovno i zaljubio. U Hollywoodu je imao kratku aferu s Ginger Rogers, partnericom Freda Astaira, no u New Yorku je njegovo srce osvojila jedna druga glumica, Njemica Marlene Dietrich, koju je otprije poznavao. Sreli su se jedne večeri u restoranu La vie parisienne, a kako je ona dobro govorila francuski, a imali su još mnogo toga zajedničkog, vrlo brzo su postali nerazdvojni, a potom su se i zaljubili, pa se on u ljeto 1941. preselio k njoj.
- Potpuno izgubljen, Gabin se prilijepio za mene poput siročeta za majku koja ga je posvojila. Uživala sam njegujući ga danju i noću. Njegov muževni, grubi imidž bio je samo fasada. On je najosjećajniji muškarac kojeg sam ikada upoznala. Bio je ideal za kojim čeznu mnoge žene. U njemu nije bilo ničeg lažnoga, ali je istodobno bio krajnje posesivan i ljubomoran - napisala je u autobiografiji objavljenoj osam godina poslije Gabinove smrti.
Unatoč tome što se zaljubio, Gabin se u Americi osjećao nesretno. Mučilo ga je to što on, kako je rekao, "glumata u Hollywoodu", dok u njegovoj domovini bjesni rat, ljudi stradavaju i bore se protiv okupatora. Nakon što je 1942. snimio propagandni film "Varalica" u režiji Juliena Duviviera, u New Yorku se priključio snagama Slobodne Francuske.
- Želim se bez srama vratiti u domovinu i mirne savjesti stegnuti ruku onima koji su bili prisiljeni ondje ostati - objasnio je poslije.

### Sudjelovanje u ratu i povratak u Francusku
Sredinom travnja 1943., kao Jean Moncorge s činom pomoćnika kapetana u Norfolku se ukrcao na Elorn, brod pratitelj tankera koji je za saveznike prevozio naftu do Alžira. Odlazeći u ratnu neizvjesnost, Marlene Dietrich je na rastanku darovao po jednu sliku Renoira, Sisleya i Vlamincka koje je bio kupio u SAD-u, te dijamantnu ogrlicu. U Alžiru ga je vojska angažirala da bude instruktor u školi francuske ratne mornarice Centre Sirocco. Za to vrijeme se Marlene Dietrich prijavila u američku vojsku, u pomoćne jedinice, te se na putu za talijansku frontu s njim sastala u Alžiru.
I nakon oslobođenja Francuske, za Gabina rat nije završio. Završio je tečaj za vozača tenka i od jeseni 1944. sudjelovao u ratnim operacijama. U veljači 1945. je, pak, prvi put nakon pet godina, posjetio obitelj i prijatelje u Parizu. Bio je šokiran koliko se Pariz promijenio tijekom okupacije, a kad je vidio ruševine svoje kuće u Saint-Gemmeu, koju su Nijemci kao odmazdu za njegovo sudjelovanje u ratu bili spalili do temelja, gotovo preko noći je potpuno posijedio.
U sklopu oklopne divizije generala Leclerca, Gabin je 3. svibnja 1945. u svom tenku stigao do Hitlerove kuće u Berchtesgadenu. Nekoliko dana poslije, cijela divizija postrojila se radi smotre na koju je trebao doći general Charles de Gaulle, kad je Gabin čuo poznati glas. Bila je to Marlene Dietrich u uniformi američke vojske koja je saznala da se on nalazi ondje. Poslije je priznao da mu je pred drugim vojnicima bilo neugodno što ga zove tako poznata zvijezda, pa se čak htio sakriti, no ona je došla do njegovog tenka, sagnula se i poljubila ga pred svima.

### Poslijeratno razdoblje
Ponovno su se rastali i dogovorili se da će se pronaći u Parizu kad rat završi. Prvih dana srpnja Jean Gabin je demobiliziran, ali nije želio sudjelovati na svečanom mimohodu francuske vojske na Champs Elyseesu, govoreći kako se borio da bi oslobodio zemlju, a ne da bi paradirao u svečanoj uniformi.
U kolovozu 1945. ponovno je sreo Marlene Dietrich. Nastavili su se viđati, ali iako su se i dalje voljeli, više nisu živjeli zajedno, jer je on zahtijevao da se ona za stalno preseli u Pariz, a ona nije željela prekinuti svoju američku karijeru. Zbog toga se često vraćala u New York, što je rezultiralo sve većim svađama među njima. Tek su 1946. snimili zajednički film u Parizu, a nakon toga Gabin joj je postavio ultimatum da ili ostane s njim u Francuskoj ili je među njima sve gotovo.
Ne vjerujući u prekid, ona je otputovala u Ameriku, a on joj to nikad nije oprostio. Nije otvarao njezine telegrame ni pisma, nije odgovarao na njezine telefonske pozive. Odlučno ju je ignorirao, ne želeći je ni vidjeti niti joj se obratiti. Godinama poslije, nastojala se s njim sastati i porazgovarati, ali on ju je i dalje izbjegavao. Kad je 1976., samo nekoliko mjeseci poslije smrti svoga muža Rudija Sieberga, saznala za Gabinovu smrt, rekla je:
- Postala sam udovica drugi put.
Gabin je, pak, 1947. obnovio vezu sa starom poznanicom Colette Mars, kćeri generala Huota, koja je u međuvremenu postala pjevačica. Čak ju je i zaprosio, ali ga je ona, znajući koliko je nestalan u ljubavi, ipak odbila.
Nije dugo bio tužan zato što se s obnovljenim žarom bacio u nove uloge, sretan što ponovno može snimati u domovini.
- Shvatio sam da nikad ne ću biti kozmopolitski glumac, jer ne mogu glumiti na drugom jeziku. Potrebni su mi mirisi moje zemlje i osjećaj da sam kod kuće - rekao je.

### Skrašavanje u mirnom braku
Tih se godina promijenio i kao glumac, ali i privatno. Kao glumac je, zbog prerano osijedjele kose, odbijao uloge ljubavnika, a u privatnom se životu smirio uz jednu ženu otkako je 1949. upoznao 31-godišnju Dominique Fournier, manekenku modne kuće Lanvin. Pravim imenom Marcelle Fournier, ona je završila školu za manikuru i njegu lica, a prvi posao dobila je kod frizera Gervaisa. Manekenka je postala po preporuci Nine Ricci, koja je bila Gervaisova klijentica, prvo u kući Hermes, a potom za Lanvin.
Nakon slučajnog susreta s Jeanom Gabinom život joj se potpuno promijenio. Njihova ljubav tako se brzo razvila da su se vjenčali, 28. ožujka 1949., samo dva mjeseca poslije prvog izlaska, i ostali su zajedno sve do Gabinove smrti, punih 27 godina.
Dominique je poslije udaje prekinula manekensku karijeru i posvetila se mužu i obitelji. Gabin je prihvatio njezinog devetogodišnjeg sina Jacquesa iz prethodne izvanbračne veze, a uskoro su dobili i zajedničku djecu. Prvo im se 1949. rodila kći Florence, potom 1952. Valerie, te 1955. sin Mathias. Gabin je tih godina, želeći što više zaraditi, prihvaćao sve uloge koje su mu nudili te je sav novac ulagao u ostvarenje sna iz djetinjstva - da kupi farmu i na njoj živi s obitelji. To mu je na kraju uspjelo u srpnju 1952. kad je kupio imanje Pichonniere od 42 hektara i na njemu prvo uzgajao goveda, a poslije i konje. U mjestu Moulin-la-Marche dao je izgraditi hipodrom koji danas nosi njegovo ime i gdje se pobjednicima konjskih utrka svake godine dodjeljuje nagrada "Jean Gabin" koju je do svoje smrti uručivala njegova udovica.
Obiteljsku sreću kvarila je samo njegova velika briga za djecu koja je ponekad bila i pretjerana, gotovo opsesivna. Želio je da djeca i kad odrastu ostanu živjeti s njim na imanju, ali su se ona, upravo zbog te njegove stalne želje da im odredi živote, rano pobunila i krenula vlastitim putem. Florence je postala asistentica filmske režije, a kad se još protiv očeve volje udala za Christiana de Asis-Trema, ovaj joj nije htio ni doći na svadbu. Pustolovna Valerie je, pak, putovala svijetom i snimala dokumentarne filmove, među njima i nagrađeni prikaz nedopuštenog lova na tigrove u Maleziji. Samo je Mathias Gabin ostao s roditeljima te se nastavio brinuti za obiteljsko imanje.

### Smrt i pogreb
Posljednjih mjeseci Jean i Dominique Gabin proveli su u Deauvilleu, gdje mu je nenadano pozlilo, pa je prevezen u američku bolnicu u Pariz, a ondje je, pak, 15. studenog 1976. umro od srčanog udara. Dva dana poslije tijelo mu je kremirano na groblju Père-Lachaise. Na posljednjem ispraćaju, osim obitelji i prijatelja, okupilo se nekoliko desetaka tisuća ljudi, među njima i maršal Philippe Leclerc, visoki časnici ratne mornarice, tadašnji francuski predsjednik Giscard d'Estaing te premijer i članovi vlade.
Sljedeći dan urna je prevezena u Brest i, kao što je i sam želio, spuštena u more s patrolnog broda Detroyat, dvadeset nautičkih milja od obale Bresta.

## Posmrtna priznanja
U čast velikom glumcu u Francuskoj se svake godine dodjeljuje nagrada "Jean Gabin" najboljem mladom glumcu, a u Merielu, mjestu u kojem je proveo djetinjstvo, podignut je njegov muzej.